# إلتون راسموسن
إلتون راسموسن (بالإنجليزية: Elton Rasmussen)‏ هو لاعب دوري الرغبي أسترالي، ولد في 1937 في ماريبورو في أستراليا، وتوفي في 1 ديسمبر 1978 في توومبا في أستراليا.